# Cách mạng Cam

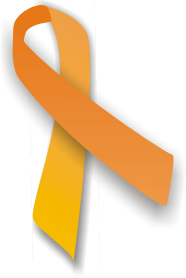
Cái nơ của Cách mạng Cam, được những người biểu tình đeo vào năm 2004.

Cách mạng Cam (tiếng Ukraina: Помаранчева революція, Pomarancheva revolyutsiya) là một loạt các cuộc biểu tình và các sự kiện chính trị diễn ra tại Ukraina từ cuối tháng 11 năm 2004 đến tháng 1 năm 2005, sau cuộc chạy đua bầu cử tổng thống năm 2004, bị người biểu tình cho là đã xảy ra việc tham nhũng, đe dọa cử tri cũng như gian lận phiếu. Các cuộc biểu tình này được tổ chức bởi nhóm của ứng cử viên tổng thống Viktor Andriyovych Yushchenko thuộc khối đối lập Ukraina của chúng ta với lập trường bài Nga và ủng hộ phương Tây. Theo ý kiến của một số người, nhất là phía Nga và những người dân nói tiếng Nga ở Nam và Đông Ukraina, cũng như những người ủng hộ Tổng thống Yanukovych, đây là những cố gắng để lật đổ chính quyền. Cách mạng Cam và những kết quả của nó được liệt vào các cuộc cách mạng màu. Cuộc cách mạng vào năm 2004 này diễn ra mà không có người nào chết do bạo lực, trái ngược với các cuộc phản đối đã trở thành bạo loạn đẫm máu từ tháng 11 năm 2013 cho tới tháng 2 năm 2014 trong cách mạng maidan.

## Hậu quả
Sau khi lên nắm quyền, thay vì đoàn kết để tiến hành những cải cách cần thiết, giới lãnh đạo Cách mạng Cam chia rẽ, đấu đá, tranh giành quyền lực. Chỉ một năm sau khi lên nắm quyền, ông Yushchenko đã cách chức thủ tướng của bà Tymoshenko. Và sau khi thất bại trong vòng một cuộc bầu cử năm 2010, ông Yushchenko cũng đã từ chối ủng hộ bà Tymoshenko. Liên minh Châu Âu (EU) đã không dành sự ủng hộ và giúp Ukraine hòa nhập với châu Âu. Dưới thời ông Yushchenko, Ukraina vẫn phải đối diện với nạn tham nhũng, thiếu tổ chức, nợ nần như như trước cách mạng. Sau 5 năm cuộc cách mạng nổ ra, người dân Ukraina rất thất vọng về các lãnh đạo Cách mạng Cam. Kết quả là trong cuộc bầu cử Tổng thống kế tiếp, một ứng viên có lập trường ủng hộ quan hệ với Nga là Viktor Yanukovych đã giành chiến thắng.